# Geoffrey Ingram Taylor
Sir Geoffrey Ingram Taylor, OM, FRS, angleški fizik in matematik, * 7. marec 1886, St John's Wood, London, Anglija, † 27. junij 1975, Cambridge, Anglija.
Taylor velja za enega najpomembnejših fizikov 20. stoletja.

## Življenje in delo
Bil je profesor v Cambridgeu. Med letoma 1944 in 1945 je delal v Los Alamosu, Nova Mehika s skupino znanstvenikov, ki so pripravljali prvo jedrsko bombo. Ožje področje njegovega raziskovanja je bila mehanika tekočin. Veliko je prispeval k teoriji elastičnosti, plastičnosti in dislokacij. Posebno je proučeval širjenje pojavov eksplozivnih procesov. Ukvarjal se je tudi z geofizikalnimi problemi. Ukvarjal se je z vplivom Lune na plimovanje. Sodeloval je na mnogih odpravah za proučevanje meteoroloških in aeronavtičnih problemov.

## Priznanja

### Nagrade
Za svoje matematično delo na področju fizike, geofizike in aerodinamike je leta 1933 prejel Kraljevo medaljo Kraljeve družbe iz Londona. Leta 1944 je prejel Copleyjevo medaljo Kraljeve družbe.